# Буканово
Буканово — опустевшая деревня (урочище)  в Износковском районе Калужской области России. Входит в сельское поселение  «Деревня Ивановское»
Букан —  «суровый, неприступный человек», также камышовый навес или шалаш.

## География
Рядом — Малиновка, Челищево, Туровка.

## Население
| 2002 | 2010 |
| ---- | ---- |
| 0    | →0   |

## История
В 1782-м году сельцо Буканово Андрея Алексеевича Дедирева, Елизаветы Степановны Маховой, Марьи Степановки Воейковой, Анны Ивановной Чудищевой на речке меньшой Цедилки.